# Irène Némirovsky
Irène Némirovsky (született: Irina Leonyidovna Nemirovszkaja; Kijev, 1903. február 11. – 1942. augusztus 17.) ukrajnai orosz-zsidó származású regényíró volt, aki franciául írt, de megtagadták tőle a francia állampolgárságot. Miután a faji törvények alapján zsidóként letartóztatták – nem vették figyelembe a római katolikus hitre való áttérését – 1942. augusztus 17-én Auschwitzban halt meg, 39 éves korában. Az 1930-as évek Franciaországában sikeres, de a második világháború után elfeledett írónő az egyetlen író, akit 2004-ben posztumusz Renaudot-díjjal tüntettek ki befejezetlen regényéért, a Suite française-ért.

## Élete és pályafutása

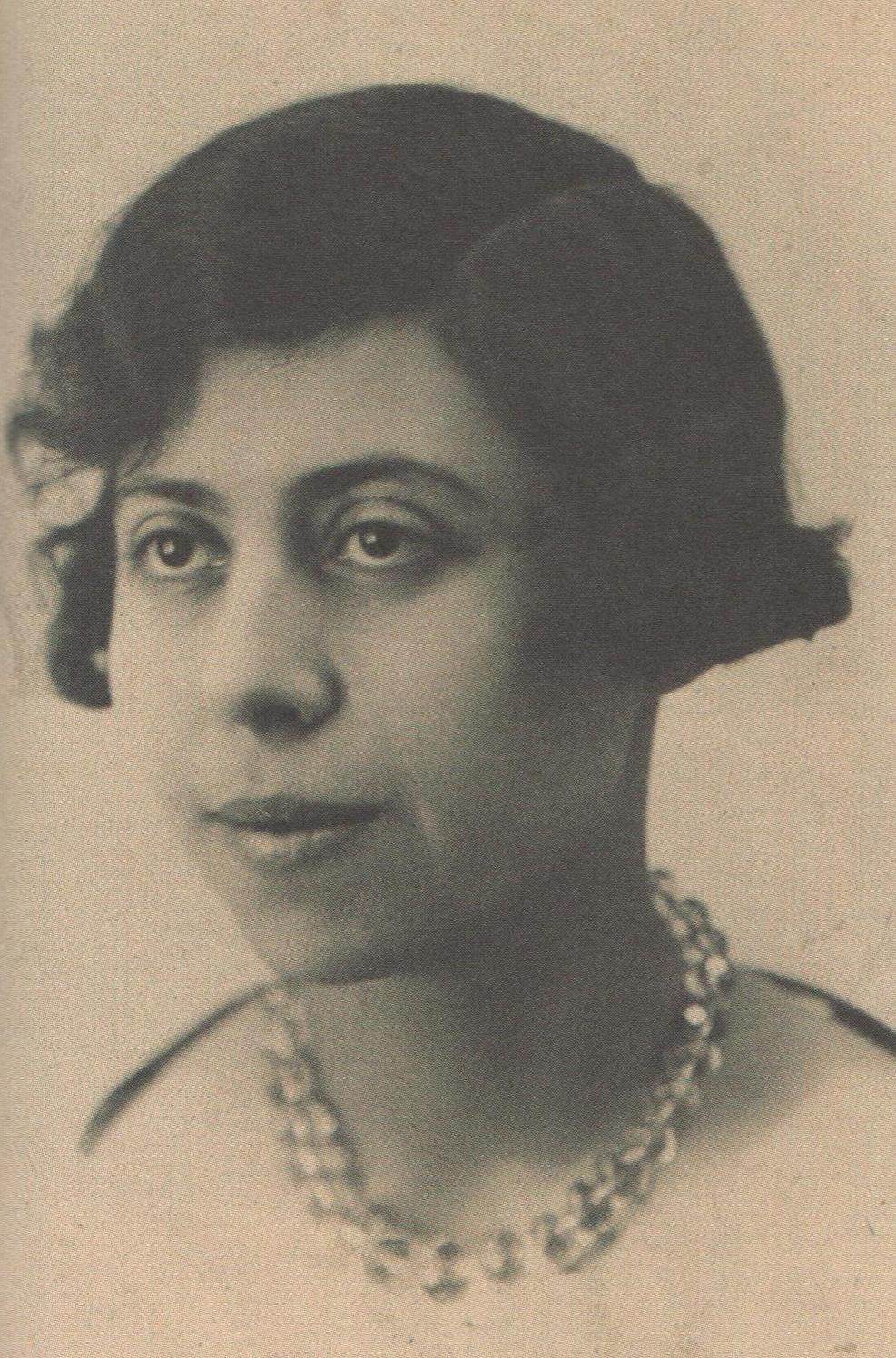
Irène Némirovsky 1917 körül

Irina Lvovna Nemirovszkaja 1903-ban született Kijevben, az akkori Orosz Birodalomban, Lev (később Léon) Boriszovics Nemirovszkij gazdag bankár lányaként. Anyjával, Fanni Jonovna Margolis Nemirovszkajával való ingatag és boldogtalan kapcsolata számos regényének középpontjába került.
Családja az 1917-es orosz forradalom kitörésekor elmenekült az Orosz Birodalomból, 1918-ban Finnországban élt, majd Párizsban telepedett le, ahol a Sorbonne-ra járt, és 18 éves korában kezdett írni.
1926-ban Némirovsky feleségül ment Michel Epstein bankárhoz, akitől két lányuk született: Denise, aki 1929-ben született, és Élisabeth, 1937-ben.
1929-ben jelent meg David Golder, egy zsidó bankár története, aki nem tud megfelelni problémás lányának. Azonnali sikert aratott, és 1930-ban Julien Duvivier adaptálta a filmvászonra, Harry Baur alakította David Goldert. 1930-ban Le Bal című regényéből, egy rosszul kezelt lány és egy kamasz bosszújának történetéből színdarab és film is készült.
A David Golder kéziratát postai úton küldték el az Éditions Grasset kiadóvállalatnak „poste restante” címmel, Epstein aláírásával. H. Muller, a Grasset olvasószerkesztője azonnal megpróbálta felkutatni a szerzőt, de sikertelenül, ezért a Grasset újságokban hirdetett a szerző kiléte érdekében. Azonban éppen első gyermeke, Denise születésével volt elfoglalva. Amikor Némirovsky végül a David Golder szerzőjeként jelent meg, a meg nem erősített történet szerint a kiadó meglepődött, hogy egy ilyen fiatal nő képes ilyen erős könyvet írni.
Bár széles körben elismerték, mint jelentős szerzőt – még olyan antiszemita írók is, mint Robert Brasillach –, a francia állampolgárságot 1938-ban megtagadták Némirovskyéktól.
Némirovsky orosz-zsidó származású volt, de 1939-ben megkeresztelkedett a római katolikus egyházban, és írt a Candide és a Gringoire, két ultranacionalista irányzatú folyóiratba. A háború kitörése után a Gringoire volt az egyetlen folyóirat, amely továbbra is közölte munkáit, így „Némi kétségbeesetten szükséges jövedelmet biztosítva Némirovsky családjának”.
1940-re Némirovsky férje nem tudott tovább dolgozni a bankban, és Némirovsky könyveit sem lehetett többé kiadni zsidó származása miatt. A nácik párizsi közeledtével két lányukkal együtt Issy-l’Évêque faluba menekültek (Némirovskyék kezdetben a dadájuk családjához küldték őket Burgundiába, míg ők maguk Párizsban maradtak; orosz otthonukat már elvesztették, és nem voltak hajlandók elveszíteni franciaországi otthonukat), ahol Némirovsky köteles volt viselni a sárga csillagot.
1942. július 13-án (három nappal a Vel' d'Hiv-i razzia kezdete előtt) Némirovskyt (akkor 39 éves) a lányai szeme láttára tartóztatták le a Vichy-kormány által alkalmazott rendőrök, mint „zsidó származású hontalan személyt”. Miközben elvitték, azt mondta a lányainak: „Most utazni megyek”. A pithiviers-i internálótáborba szállították, majd 1942. július 17-én 928 másik zsidó deportálttal együtt a lengyelországi Auschwitzba, a náci koncentrációs táborba. Két nappal később, amikor odaérkezett, az alkarján egy azonosító számot tüntettek fel. Egy hónappal később tífuszban meghalt. 1942. november 6-án férjét, Michel Epsteint Auschwitzba küldték, és azonnal meggyilkolták a gázkamrákban.

## Újrafelfedezés
Némirovsky ma leginkább a befejezetlen Suite française (Denoël, France, 2004, ISBN 2-207-25645-6; Sandra Smith fordítása, Knopf, 2006, ISBN 1-4000-4473-1) szerzőjeként ismert, amely két novella az 1940. június 4. és 1941. július 1. közötti franciaországi életet mutatja be, azt az időszakot, amikor a nácik megszállták Franciaország nagy részét. Ezeket a műveket azért tartják figyelemre méltónak, mert magának a korszaknak az idején íródtak, és mégis inkább megfontolt gondolkodás eredménye, mint az események egyszerű naplója, ahogy az a szerző által akkoriban átélt személyes zűrzavart figyelembe véve várható lenne.
Némirovsky idősebbik lánya, Denise ötven éven át őrizte a Suite française kéziratát tartalmazó jegyzetfüzetet anélkül, hogy elolvasta volna, mert azt gondolta, hogy az anyja naplóját túl fájdalmas lenne elolvasni. Az 1990-es évek végén azonban úgy határozott, hogy anyja iratait egy francia archívumnak adományozza, és úgy döntött, először a jegyzetfüzetet vizsgálja meg. Miután rájött, hogy mit tartalmaz, inkább Franciaországban adta ki, ahol 2004-ben bestseller lett. 2008-ig 2,5 millió példányban kelt el, és 38 nyelvre fordították le.
Az eredeti kéziratot az Institut mémoires de l'édition contemporaine (IMEC) kapta meg, és a regény elnyerte a Renaudot-díjat – ez az első alkalom, hogy a díjat posztumusz ítélték oda.
Némirovsky fennmaradt jegyzetei egy olyan történetív általános vázlatát vázolják fel, amely a két meglévő novellát, valamint három további, a háború későbbi szakaszában és végén játszódó novellát tartalmazott volna. Azt írta, hogy a mű többi része „a pokolban van, és micsoda pokolban! Valójában az istenek ölében van, mivel attól függ, mi történik.”
A BBC-nek adott 2006. januári interjújában lánya, Denise így nyilatkozott: "Számomra a legnagyobb öröm az a tudat, hogy a könyvet olvassák. Rendkívüli érzés, hogy anyámat visszahoztam az életbe. Megmutatja, hogy a náciknak nem igazán sikerült megölniük őt. Ez nem bosszú, hanem győzelem".

## Viták
Számos kritikus és kommentátor vetett fel kérdéseket Némirovsky katolikus hitre való áttérésével, a zsidók általánosan negatív ábrázolásával, valamint azzal kapcsolatban, hogy családja eltartása érdekében ultranacionalista kiadványokat használt.
Myriam Anissimov bevezetője a Suite française francia kiadásához Némirovszkijt „öngyűlölő zsidónak” nevezi, ami annak köszönhető, hogy Némirovszkij saját franciaországi zsidó helyzete egyáltalán nem jelenik meg a műben. Az angol kiadásból kihagyták ezt a bekezdést.
A The Jewish Quarterly hosszú cikke szerint a brit sajtó legtöbb kritikusa „lemondott a kritikai felelősségről a Némirovsky-életrajz szenzációsabb példányaiért cserébe”.

## Chaleur du sang
2007-ben Némirovsky újabb regénye jelent meg, miután két francia életrajzíró megtalálta a teljes kéziratot az archívumában. A Chaleur du sang – Sandra Smith angol fordításában: Fire in the Blood – egy burgundi faluban élő vidéki emberek története, melynek alapja Issy-l’Évêque, ahol Némirovsky és családja a nácik elől bujkálva átmeneti menedéket talált.

## Művei

### A szerző életében megjelent
- L'Enfant génial (Éditions Fayard, 1927) A kiadó 1992-ben Némirovsky lányainak jóváhagyásával átnevezte L'enfant prodige-ra, mivel a francia génial kifejezés széles körben elterjedt a szlengben (hasonlóan az awesome-hoz), és már nem ugyanazokkal a jelentésekkel bírt.
- David Golder (Éditions Grasset, 1929). David Golder, trans. Sylvia Stuart (1930); also trans. Sandra Smith (2007).
- Le Bal (Éditions Grasset, 1930). Trans. Sandra Smith in Le Bal  / Snow in Autumn (2007)
- Le malentendu (Éditions Fayard, 1930)
- Les Mouches d'automne (Éditions Grasset, 1931). Trans. Sandra Smith in Le Bal  / Snow in Autumn (2007)
- L'Affaire Courilof (Éditions Grasset, 1933). The Courilof Affair, trans. Sandra Smith (2008)
- Le Pion sur l'échiquier (Éditions Albin Michel, 1934)
- Films parlés (Éditions Nouvelle Revue Française, 1934)
- Le Vin de solitude (Éditions Albin Michel, 1935). The Wine of Solitude, trans. Sandra Smith (Vintage, 2012).[11]
- Jézabel (Éditions Albin Michel, 1936). A Modern Jezebel, trans. Barre Dunbar (Henry Holt & Co., 1937); also as Jezebel, trans. Sandra Smith (Vintage, 2010).
- La Proie (Éditions Albin Michel, 1938)
- Deux (Éditions Albin Michel, 1939)
- Le maître des âmes (Revue Gringoire, 1939, heti epizódokban jelent meg). Master of Souls, trans. Sandra Smith (2022)
- Les Chiens et les loups (Éditions Albin Michel, 1940). The Dogs and the Wolves, trans. Sandra Smith (2009)

### Posztumusz megjelent művek
- La Vie de Tchekhov (Éditions Albin Michel, 1946)
- Les Biens de ce monde (Éditions Albin Michel, 1947). All Our Worldly Goods, trans. Sandra Smith (Vintage, 2011).[12][13][14]
- Les Feux de l'automne (Éditions Albin Michel, 1957). The Fires of Autumn, trans. Sandra Smith (2014).
- Dimanche (short stories) (Éditions Stock, 2000). Dimanche and Other Stories, trans. Bridget Patterson (Persephone Books, 2010)
- Destinées et autres nouvelles (Éditions Sables, 2004)
- Suite française (Éditions Denoël, 2004). Suite Française, trans. Sandra Smith (Chatto & Windus, 2004; Alfred A. Knopf, 2006).
- Le maître des âmes (Éditions Denoël, 2005)
- Chaleur du sang (Éditions Denoël, 2007). Fire in the Blood, trans. Sandra Smith (Chatto & Windus, 2007, ISBN 9780701181833)[15][16]
- Les vierges et autres nouvelles, Éditions Denoël, 2009

## Magyarul megjelent
- A milliomos Golder (David Golder) – Athenaeum, Budapest, 1930 · Fordította: Lándor Tivadarné
- A Kurilof-ügy (L'affaire Kurilof) – Dante, Budapest, 1934 · Fordította: Wiesner Juliska
- A zsákmány (La proie) – Athenaeum, Budapest · Fordította: Máthé György
- Halálos szépség (Jézabel) – Athenaeum, Budapest, 1937 · Fordította: Fischer Annie
- Ketten (Deux) – Danubia, Pécs, 1941 · Fordította:
- A bál: Francia kisregények (Le Bal) – Európa, Budapest, 1965 · Fordította: Parancs János
- Suite française – Aeternitas Irodalmi Műhely, 2006 · ISBN 9638674075 · Fordította: Sashegyi Gábor
- Suite française – Francia szvit – GABO, Budapest, 2015 · ISBN 9789634061595 · Fordította: Sashegyi Gábor
- A Kurilof-ügy (L'affaire Kurilof) – Digi-Book Magyarország, Budaörs, 2022 · ISBN 9789635591442 · Fordította: Wiesner Juliska

## Díjak és kitüntetések
- 2004: Prix Renaudot a Suite française-ért

## Adaptációk
- Az 1930-as Le Bal című regényből készült operát először 2010-ben mutatták be a hamburgi Operaházban, Németországban (zeneszerző Oscar Strasnoy, Matthew Jocelyn átdolgozása).
- Az 1930-as Le malentendu című regény dramatizált változatát a BBC Rádió „The Understanding” címmel sugározta 2019 januárjában.
- A 'Suite Francais' filmváltozatát a Weinstein Company, a BBC és mások mutatták be 2015-ben: https://en.wikipedia.org/wiki/Suite_Fran%C3%A7aise_(film).

## Fordítás
- Ez a szócikk részben vagy egészben  az   Irène Némirovsky című angol Wikipédia-szócikk ezen változatának fordításán alapul.  Az eredeti cikk szerkesztőit annak laptörténete sorolja fel. Ez a jelzés csupán a megfogalmazás eredetét és a szerzői jogokat jelzi, nem szolgál a cikkben szereplő információk forrásmegjelöléseként.